# Кльоновниця-Пляць
Кльоновниця-Пляць (пол. Klonownica-Plac) — село в Польщі, у гміні Янів Підляський Більського повіту Люблінського воєводства. Населення — 186 осіб (2011).
У 1975-1998 роках село належало до Білопідляського воєводства.

## Демографія
Демографічна структура станом на 31 березня 2011 року:
|          | Загалом | Допрацездатний вік | Працездатний вік | Постпрацездатний вік |
| -------- | ------- | ------------------ | ---------------- | -------------------- |
| Чоловіки | 95      | 19                 | 67               | 9                    |
| Жінки    | 91      | 16                 | 57               | 18                   |
| Разом    | 186     | 35                 | 124              | 27                   |